# Tristan Gale
Tristan Gale   (Ruidoso, 10 d'agost de 1980) és una corredora de tobogan estatunidenca, ja retirada, que va competir entre el 2001 i el 2006.
El 2002 va prendre part en els Jocs Olímpics d'Hivern de Salt Lake City, on guanyà la medalla d'or en la competició femenina del programa de tobogan. Aquesta fou la primera vegada vegada que aquesta competició formava part del programa d'esports d'uns Jocs Olímpics.
En el seu palmarès també destaca una medalla de bronze al Campionat del món de tobogan.